# The Bachelors
The Bachelors, irländsk trio bildad 1957 i Dublin av Conleth Cluskey, född 18 mars 1941, Declan Cluskey, född 12 december 1942 och John Stokes, född 13 augusti 1940.

## Diskografi i urval
Studioalbum
- Presenting: The Bachelors (1963)
- The Bachelors (1963)
- Back Again (1964)
- Marie (1965)
- More Great Song Hits (1965)
- No Arms Can Ever Hold You (1965)
- Bachelors' Girls (1966)
- 16 Great Songs (1967)
- Bachelors '68 (1968)
- Under and Over (1972)
- Charmaine (2008)

Singlar
- "Charmaine" (1963) (UK #6)
- "Whispering" (1963) (UK #18)
- "Diane" (1964) (UK #1, US #10)
- "I Believe" (1964) (UK #2, US #33)
- "Ramona" (1964) (UK #4)
- "I Wouldn't Trade You For the World" (1964) (UK #4)
- "Marie" (1965) (UK #27, US #32)
- "The Sound of Silence" (1966) (UK #3)
- "Marta" (1967) (UK #20)